# Висоцкас, Артурас
Артурас Висоцкас (лит. Artūras Visockas; род. 19 января 1968, Шяуляй) — литовский политический и государственный деятель, мэр Шяуляя (с 2015).

## Биография
Родился 19 января 1968 года в Шяуляе, Литовская ССР, СССР.
В 1986 году окончил местную среднюю школу №10, после чего поступил в Шяуляйскую академию Вильнюсского университета, обучение в которой окончил в 1993 году. В 2004 году стал директором организации «Foto202», которую возглавлял на протяжении одиннадцати лет. В 2011 году он был избран в городской совет Шяуляя в качестве самовыдвиженца.
23 марта 2015 года он вступил в должность мэра города Шяуляй, будучи избранным на этот пост в качестве независимого кандидата. В 2019 году он был переизбран на второй срок.